# El Cabecilla
El Cabecilla fue un semanario satírico español adscrito al carlismo publicado en Madrid entre 1882 y 1890 durante la llamada Restauración.

## Historia
Fue fundado por Rafael Balanzátegui, bajo la dirección de Leoncio González de Granda. Subtitulado «Periódico montaraz de pura raza», en la cabecera, dibujada por Ramón Cilla, figuraba un voluntario carlista con la bandera en la mano. En las páginas centrales publicaba láminas en colores, retratos y caricaturas.
Sostuvo rudas batallas contra el delegado de Don Carlos en España Cándido Nocedal —a quien denominaba despectivamente «Capetillo»— y su periódico El Siglo Futuro, defendiendo al también diario carlista La Fé en su disputa con el anterior. También se enfrentó con los semanarios satíricos El Papelito y Rigoleto, afectos a Nocedal.
En su primer número dijo que era:

Cabecilla de raza, navarro por la sangre, aragonés por el tesón, catalán por la bravura, vizcaíno por la constancia, castellano por la lealtad y español, en fin, por todos los cuatro costados; salí al monte el año 34, y me batí á las órdenes del gran Zumalacárregui, hasta que murió en el sitio de Bilbao, para que un tal Capetillo, á quien iré dando á conocer poco á poco, tuviera ocasión de bendecir en las cortes la bala que mató al inmortal guipuzcoano.

Se editaba a cuatro páginas de 44 por 33, a tres columnas en la Imprenta de Ubado Montegrifo, Bailén, 26. Su redacción y administración se hallaba en la Cuesta de Santo Domingo, 12, entresuelo izquierda. Las dos páginas centrales la ocupaban una lámina con una viñeta humorístico-política. En los textos, algunos en verso, se comentaba la actualidad política, noticias, revista de prensa, y una sección bajo el epígrafe Trabucazos.

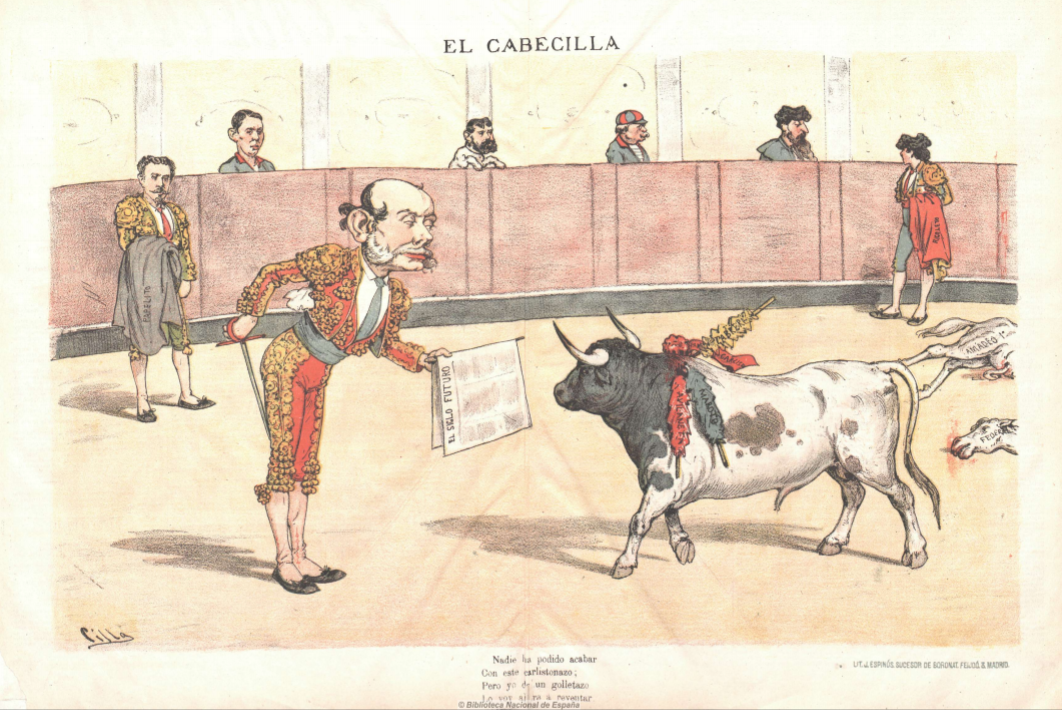
Primera caricatura de El Cabecilla, que representaba al carlismo como un toro de lidia y a Cándido Nocedal como el matador.

Ramón Nocedal se querelló varias veces contra el director, contra Vildósola y contra Isidoro Ternero, propietario del semanario, por la publicación de artículos que consideró ofensivos para él y para Cándido, su padre.
En sus ataques a Cándido Nocedal, El Cabecilla no dudó en recordar continuamente su pasado anticarlista como miliciano nacional y después ministro de Isabel II, calificándolo de «neo» y vividor del presupuesto público.
El periódico recibió el apoyo de algunos destacados excombatientes carlistas, como el brigadier Pascual Cucala y el general Eusebio Rodríguez.
El 1 de enero de 1883 Ternero dejó de ser propietario, se retiró del periódico, y las caricaturas fueron entonces a dos tintas. Cesó en diciembre de 1888. En noviembre de 1889 comenzó una segunda época. En junio de 1890 Granda fue denunciado por el director de El Movimiento Católico por injuria y calumnias.

### Colaboradores
Fueron colaboradores Valentín de Novoa y Valentín Gómez, entre otros.